# Thám tử lừng danh Conan: Nhà ảo thuật với đôi cánh bạc
Thám tử lừng danh Conan: Nhà ảo thuật gia với đôi cánh bạc (名探偵コナン　銀翼の奇術師 Meitantei Konan Ginyoku no Kijutsushi) là bộ phim hoạt hình chính thứ 8 của bộ truyện tranh Thám tử lừng danh Conan với thám tử chính là Kudo Shinichi. Nó cũng được chuyển thể thành truyện tranh. Bộ phim được ra mắt tại Nhật Bản trong Tuần lễ Vàng năm 2004, vào ngày 17 tháng 4. Bộ đĩa DVD cũng đã được ra mắt bởi Universal Pictures. Tại Việt Nam phim được chiếu trên kênh HTV3 lần đầu vào ngày 15 tháng 1 2017.

## Nội dung

logo phim trên HTV3

Cô Juri nhờ cảnh sát và ông Mori tới bảo vệ "viên đá định mệnh" trước lời thách thức của tên trộm Kid trong buổi công diễn cuối cùng vở "Joseshine". Conan đã cùng bác Mori, Ran và nhóm thám tử nhí tới nhà hát vũ trụ. Bất ngờ, Shinichi lại xuất hiện trước mặt Conan. Nhưng Conan không thể chứng minh hắn là giả mạo, nên cậu đã theo sát từng hành động của hắn. Đã thế hắn còn thản nhiên tiến tới gần Ran... khi vở diễn sắp kết thúc, Shinichi giả bắt đầu di chuyển.. thì ra hắn chính là tên siêu trộm Kid. Để ăn mừng việc bảo vệ thành công viên đá quý, nhóm Conan đã được mời tới biệt thự của cô Juri tại Hakodate! Sự xuất hiện của Kid ở nhà hát chỉ nhằm đánh lạc hướng mọi người. Hắn sẽ thực sự hành động trong chuyến bay tới Hakodate. Nhưng bỗng nhiên Juri ngã gục do trúng thuốc độc, thảm họa đã xảy ra trong chuyến bay đó.
Bằng óc nhạy bén, Conan đã nhanh chóng tìm ra hung thủ ám sát cô Juri. Đó chính là người đi theo trang điểm cho Juri, cô Sakanatsuki. Conan định nhờ bác Mori phá án nhưng cậu lại bắn nhầm thuốc mê vào cô Eri ngồi bên cạnh. Nên lần này cô Eri được "trổ tài", hung thủ bị vạch mặt, nhưng chất độc mà Natsuki dùng, vô tình cơ trưởng và lái phụ cũng nhiễm phải, làm cho tính mạng của các hành khách bị đe dọa nghiêm trọng. Conan đã kịp thời khống chế sự rơi tự do của máy bay cùng với sự giúp đỡ của một người. Đó chính là quái nhân Kid. Một loạt sự cố đã liên tiếp xảy ra, buộc phải hạ cánh khẩn cấp, nhưng đường băng đã bị hỏng và sân bay bốc cháy do máy bay bị điều khiển quá đà dẫn đến đâm vào trạm kiểm soát không lưu. Conan phải đưa ra một quyết định táo bạo, cho máy bay hạ xuống ở một bến cảng gần đó. Do trời quá tối, không thể nhìn thấy đường, Kid đã nhường ghế lái lại cho Ran, anh ta lao ra ngoài dụ cảnh sát tới để tạo đèn đường hạ cánh của máy bay bằng những chiếc đèn của xe cảnh sát và thế là con đường được thắp sáng. Để động viên Ran, Conan đã giả giọng Shinichi hướng dẫn cho Ran cách điều khiển, Ran cũng đã buột miệng thốt ra câu nói: Tớ yêu cậu, Shinichi! Trong lúc Ran không thể kìm nén nổi nữa, Ran cùng Sonoko (được Conan nhường lại ghế phụ lái) đã may mắn điều khiển máy bay hạ cánh thành công, máy bay đã dừng lại trước khi lao xuống biển. Thật may mắn là không có tổn thất về người và sau khi xuống máy bay, Ran vẫn lầm tưởng rằng cô đã được Kid trợ giúp và yên tâm rằng bí mật của mình vẫn được giữ kín.

## Phân vai
| Nhân vật            | Diễn viên lồng tiếng | Diễn viên lồng tiếng |
| ------------------- | -------------------- | -------------------- |
| Nhân vật            | Nhật Bản             | Việt Nam             |
| Edogawa Conan       | Takayama Minami      | Hoàng Khuyết         |
| Kudo Shinichi       | Yamaguchi Kappei     | Hoàng Khuyết         |
| Mouri Ran           | Yamazaki Wakana      | Thúy Hằng            |
| Mouri Kogoro        | Kamiya Akira         | Trần Vũ              |
| Suzuki Sonoko       | Matsui Naoko         | Ngọc Quyên           |
| Agasa Hiroshi       | Ogata Kenichi        | Chơn Nhơn            |
| Haibara Ai          | Hayashibara Megumi   | Ái Phương            |
| Yoshida Ayumi       | Iwai Yukiko          | Kim Ngọc             |
| Tsuburaya Mitsuhiko | Ōtani Ikue           | Chánh Tín            |
| Kojima Genta        | Takagi Wataru        | Thiện Trung          |
| Thanh tra Megure    | Chafurin             | Trí Luân             |
| Shiratori Ninzaburo | Inoue Kazuhiko       | Tuấn Anh             |
| Takagi Wataru       | Takagi Wataru        | Quang Tuyên          |
| Kisaki Eri          | Takashima Gara       | Hoài Thương          |
| Nakamori Ginzo      | Ishizuka Unsho       | Minh Vũ              |
| Kaitou Kid          | Yamaguchi Kappei     | Minh Vũ              |
| Maki Juri           | Toda Keiko           | Thu Huyền            |
| Narusawa Bunjiro    | Mori Katsuji         | Tấn Phong            |
| Tajima Tenko        | Shimazu Saeko        | Huyền Trang          |
| Shinjo Isao         | Miki Shinichiro      | Tuấn Anh             |
| Yaguchi Masayo      | Hisakawa Aya         | Thu Hiền             |
| Sakai Natsuki       | Hikami Kyoko         | Linh Phương          |
| Shimaoka            | Sugawara Masashi     | Tất My Ly            |
| Shindo Reiko        | Hikita Yumi          | Kim Phước            |
| Misawa Chiaki       | Ikura Kazue          | Tuyết Nhung          |

## Âm nhạc
Nhạc phim: Dream X Dream (dịch: Giấc mơ X Giấc mơ)
Ca sĩ trình bày: Aiuchi Rina

## Doanh thu
- Tuần mở cửa: $3.716.785 (Nhật Bản, 285 Rạp chiếu phim)
- Tổng cộng:' ¥2.800.000.000 / $27.000.000 (Nhật Bản, Rough Figure)[3]